# 當辣妹來敲門
是一部2015年美國心理驚悚片，導演為艾利·羅斯，並與吉勒摩·阿莫埃多、尼可拉斯·羅佩斯共同撰寫劇本。電影由基努·李維、蘿蘭莎·伊柔與安娜·德哈瑪斯主演。《當辣妹來敲門》為彼得·特雷納的《Death Game》（1977年）的翻拍版。
本片由獅門娛樂定檔2015年10月9日在美國上映。

## 劇情
故事敘述艾文是一名愛家的好男人，擁有著幸福美滿的婚姻和家庭。當老婆和小孩不在家的一個夜晚，兩位被大雨淋濕的美女登門求助；但兩位美女卻主動上前勾搭他，原本是突如其來的美好艷遇但真相卻是一場噩夢的開始...。

## 演員
- 基努·李維[6] 飾 艾文·韋伯（Evan Webber）
- 蘿蘭莎·伊柔[7] 飾 潔妮絲（Genesis）
- 安娜·德哈瑪斯[7] 飾 貝兒（Bel）
- 伊格內西亞·阿拉芒（英语：Ignacia Allamand）[8] 飾 凱倫·阿爾瓦拉多（Karen Alvarado）
- 亞倫·伯恩斯（英语：Aaron Burns）[7] 飾 路易（Louis）
- 柯琳·坎普（英语：Colleen Camp）[7] 飾 薇薇安（Vivian）

## 製作
2014年4月4日，基努·李維加入劇組飾演一名在周末獨自留家的好男人。之後登門拜訪的兩位美女卻將她的生活搞得天翻地覆。智利女演員伊格內西亞·阿拉芒也加入本片的演出。2015年1月26日，獅門娛樂獲得了電影的經銷權。

### 拍攝
拍攝開始於2014年4月14日在智利聖地牙哥進行，並於2014年5月11日完成拍攝。

## 發行
2015年1月23日，電影在聖丹斯電影節上首映，並預計於2015年10月9日在美國上映。

## 評價
電影獲得了褒貶不一的評價。爛番茄評級37%，平均得分5.3／10。Metacritic得分53（滿分100），評價兩極。Dread Central從滿分五分中給了電影四分，說：「我們確實得到了一部針對社群媒體世代的家庭入侵電影，應該讓你在夜黑風高的夜晚提供外人溫暖和住所要三思而後行。」

## 備註
1. 前譯：辣妹半夜來敲門。

## 外部連結
- 互联网电影数据库（IMDb）上《當辣妹來敲門》的资料（英文）
- Box Office Mojo上《當辣妹來敲門》的資料（英文）
- 爛番茄上《當辣妹來敲門》的資料（英文）
- Metacritic上《當辣妹來敲門》的資料（英文）
- AllMovie上《當辣妹來敲門》的资料（英文）
- 開眼電影網上《當辣妹來敲門》的資料（繁體中文）
- 豆瓣电影上《當辣妹來敲門》的資料 （简体中文）
- 时光网上《當辣妹來敲門》的資料（简体中文）